# Хорхе Гаспарі
Хорхе Гаспарі (ісп. Jorge Gáspari, нар. 3 листопада 1958, Мар-дель-Плата) — аргентинський футболіст, що грав на позиції півзахисника за «Кільмес», низку інших аргентинських клубів, а також національну збірну Аргентини.

## Клубна кар'єра
У дорослому футболі дебютував 1975 року виступами за команду «Кільмес», в якій провів вісім сезонів. У турнірі Метрополітано 1978 року допоміг команді вибороти титул чемпіона Аргентини.
У подальшому з 1983 по 1994 рік також грав за «Бельграно», «Інституто», «Архентінос Хуніорс», «Тальєрес» (Ремедіос), «Чако Фор Евер» та «Атлетіко Сарм'єнто».
Завершував ігрову кар'єру у команді «Атлетіко Альдосіві», за яку виступав протягом 1994—1995 років.

## Виступи за збірну
1979 року провів п'ять матчів і забив один гол у складі національної збірної Аргентини. Був учасником тогорічного Кубка Америки.

## Титули і досягнення
- Чемпіон Аргентини (1):

«Кільмес»: Метрополітано 1978